# Jaroslav Ježek mladší
Jaroslav Ježek mladší (20. září 1957 – 2. prosince 1985) byl český hudebník, prasynovec hudebního skladatele Jaroslava Ježka (Voskovcova a Werichova spoluautora z předválečného Osvobozeného divadla). Jedná se o zakladatele folkové skupiny Čp.8, velice úspěšné během plzeňské Porty v letech 1982–1985. Skupina zde obdržela čestné uznání za Prolog života (1982), autorskou Portu za Motýlka (1983) a získala hlavní cenu festivalu Porta v roce 1982. Ježek zemřel v pouhých 28 letech následkem vrozené poruchy výměny vzduchu v plicích.

## Diskografie

### Alba včetně spoluúčastí
- Koncert pro chmelojedy (1982 Supraphon)
- Porta '83 (1984 Supraphon)
- Tisíc dnů mezi námi (1985 ZK Benar Litvínov)
- Jaroslav J. Ježek a Čp.8 (1991 Sdružení Porta)
- Dvojalbum skupiny Čp. 8 Čerstvý vzduch (2001 Indies Records)

### Singly
- Prolog života / Představy (1984 Panton)
- Pochod snů / Představy II. (1985 Panton)